# Paul Schmidt
Paul Otto Gustav Schmidt (Berlim, 23 de junho de 1899 - Gmund, na Alta Baviera, 21 de abril de 1970) foi um intérprete alemão. De 1924 a 1945 foi intérprete-chefe do Ministério das Relações Exteriores.
Foi o intérprete de Adolf Hitler durante as negociações com Neville Chamberlain antes e durante o Apaziguamento de Munique.